# Colpophyllia
Genre
Colpophyllia est un genre de coraux durs de la famille des Faviidae.

## Liste d'espèces
Le genre Colpophyllia comprend les espèces suivantes :
| Selon World Register of Marine Species (29 janvier 2021) : - Colpophyllia breviserialis Milne Edwards & Haime, 1849 - Colpophyllia natans Houttuyn, 1772 | Selon ITIS (10 juillet 2015) : - Colpophyllia amaranthus O. F. Müller, 1775 - Colpophyllia breviserialis Milne-Edwards & Haime, 1849 - Colpophyllia natans Houttuyn, 1772 | Selon Fossilworks (consulté le 15 novembre 2018): - Colpophyllia amaranthus - Colpophyllia applanata - Colpophyllia breviserialis - Colpophyllia duncani - †Colpophyllia elegans Budd et al. 1992 - Colpophyllia eocaenica - Colpophyllia inaequalis - Colpophyllia iranica - Colpophyllia longicollis - Colpophyllia malayica - Colpophyllia meandrinoides - Colpophyllia mexicanum - Colpophyllia multisepta - Colpophyllia natans - Colpophyllia reagani - Colpophyllia slavutytschensis - Colpophyllia stellata - Colpophyllia willoughbiensis |